# Anne Judson-Yager
Anne Judson-Yager (7 de janeiro de 1980) é uma atriz americana.

## Filmografia
| Ano  | Título            | Papel                              | Notas                     |
| ---- | ----------------- | ---------------------------------- | ------------------------- |
| 1999 | Undressed         | Pam                                | Episódios: 1-5            |
| 2002 | Boomtown          | Rebecca Schneider                  | Episódio: "Coyote"        |
| 2002 | Minority Report   | Pre-Crime Public Service Announcer |                           |
| 2003 | Threat Matrix     | não creditada                      | Episódio: "Patriot Acts"  |
| 2003 | The Guardian      | Tracy Baxter                       | Episódio: "Ambition"      |
| 2004 | Bring It On Again | Whittier                           | TV                        |
| 2005 | NCIS              | Emmy Pole                          | Episódio: "Hometown Hero" |
| 2006 | Believe In Me     | Ginger Selman                      |                           |
| 2007 | Steep             | Atendente                          |                           |
| 2008 | No Game           | Missy                              | TV                        |
| 2009 | Poetri-N-Motion   | Kelly                              | TV                        |
| 2009 | Chicken Chicken   | Mindy                              | TV                        |
| 2010 | Nobody Smiling    | Secretária                         |                           |